# Aspidiotus ruandensis
Aspidiotus ruandensis är en insektsart som beskrevs av Alfred Serge Balachowsky 1955. Aspidiotus ruandensis ingår i släktet Aspidiotus och familjen pansarsköldlöss. Inga underarter finns listade i Catalogue of Life.